# Fishdom
Fishdom là một trò chơi giải đố được phát triển và phát hành bởi Playrix vào năm 2008. Bảy phần tiếp theo của trò chơi đã được phát hành: Fishdom H2O: Hidden Odyssey, một đối tượng ẩn giấu trong tựa game, vào tháng 4 năm 2009, Fishdom: Spooky Splash, phần tiếp theo của trận đấu theo chủ đề Halloween vào tháng 10, năm 2009, Fishdom Frosty Splash, phần cài đặt theo chủ đề Giáng sinh của trò chơi gốc và Fishdom: Harvest Splash, phần 3 phù hợp với chủ đề trang trại của trò chơi gốc. Vào tháng 5, năm 2010, Fishdom 2 đã được phát hành, với đồ họa được cải thiện và cấp độ mới. Tất cả ba trò chơi Fishdom theo chủ đề ngày lễ đã được đưa vào một trò chơi vào tháng 9 năm 2010, được gọi là Fishdom: Seasons Under the Sea, tuy nhiên nó không chứa bất kỳ nội dung mới nào. Một bản phát hành trò chơi mới có tên Fishdom 3 được ra mắt vào tháng 6, năm 2014, vì là sinh nhật của trò chơi. Một spinoff cho đối tượng ẩn khác có tên Aquascapes được phát hành vào tháng 8, năm 2014.
Trò chơi có sẵn cho PC, Mac, Nintendo DS và trực tuyến.

## Trò chơi
Mục tiêu của trò chơi là sửa chữa một bể cá ảo. Người chơi cần tiền (tiền xu hoặc tiền mặt) để mua cá, những phụ kiện và vật phẩm thoải mái cho chiếc xe tăng của họ kiếm được trong khi hoàn thành cấp độ ghép 3 (hoặc cấp độ Đối tượng ẩn trong Fishdom H20: Hidden Odyssey và Aquascapes).
Trong trò chơi ba trận đấu, người chơi cần tạo các trận đấu từ ba trận trở lên bằng cách nhấp vào các mảnh liền kề để hoán đổi chúng xung quanh và tạo các trận đấu trên các ô vàng để thu thập chúng. Cấp độ kết thúc khi tất cả các gạch vàng kiếm được. Một số gạch có màu bạc và những ô vuông này phải được ghép hơn hai lần để được xóa. Một lát xếp bị khóa, được biểu thị bằng một chuỗi trên nó, chỉ có thể được giải phóng bằng cách khớp nó với các ô có sẵn khác. Một số gạch được khóa hai lần, để phá vỡ chuỗi, người ta cần ghép chúng hai lần. Điểm thưởng được đưa ra khi có nhiều hơn ba mảnh giống hệt nhau được hình thành.
Người ta có thể kiếm được nhiều loại sức mạnh bùng nổ khi bốn hoặc nhiều gạch được ghép cùng một lúc. Để sử dụng một người chơi tăng sức mạnh cần phải nhấp đúp vào nó hoặc trao đổi nó với bất kỳ ô nào khác. Pháo nổ phá hủy tất cả mọi thứ trong bán kính một viên gạch, và xuất hiện do kết quả của bốn hoặc nhiều viên gạch phù hợp trở lên. Bom sâu kiếm được bằng cách ghép năm ô và hạ gục mọi thứ trong bán kính hai ô, trong khi phí thuốc nổ có thể dọn sạch mọi thứ trong bán kính ba ô và kiếm được bằng cách ghép hơn sáu ô. Đầu đạn có thể kiếm được bằng cách ghép bảy hoặc nhiều gạch. Tăng sức mạnh là phần thưởng chớp nhoáng, kiếm được bằng cách sử dụng bảy chất nổ ở cấp độ trò chơi. Mạnh mẽ nhất là ánh sáng kép, là nơi bạn kết hợp hai phần thưởng phát sáng liền kề. Điều này phá vỡ mọi gạch bị khóa trên bảng bằng cách giảm một khóa và giải phóng tất cả các gạch màu vàng.
Trong chế độ hẹn giờ, trò chơi được tính thời gian, được hiển thị bởi thanh bên phải. Trong chế độ thư giãn, trò chơi không được tính thời gian.

## Giải thưởng
- Đề cử giải thưởng trò chơi tuyệt vời: Top Ghép 3 (RealGames, RealNetworks, Inc.)
- Hiệp hội trò chơi thông thường: Trò chơi tuyệt vời năm 2008.[5]